# Altenmoor
Altenmoor er en by og kommune i det nordlige Tyskland, beliggende i Amt Horst-Herzhorn i Kreis Steinburg. Kreis Steinburg ligger i den sydvestlige del af delstaten Slesvig-Holsten.

## Geografi
Altenmoor ligger i Königsmoor, omkring fem kilometer vest for Elmshorn. Mod syd løber Bundesstraße B431 fra Elmshorn til Glückstadt.